# Оиран
Оиран (花魁) је назив за отмене куртизане у Јапану. Оне су спадале у тип јуџо (遊女), у буквалном преводу жене које забављају или проститутке. Међутим, такође су се и издвајале од осталих јуџо по начину и вештини забављања а многе чак постајале и познате личности ван кварта забаве. Њихово умеће и гламур често су постављали нове трендове међу богатим и елитним слојевима друштва, што је опстало до дан данас. 
Прве оиран почињу да се јављују током Едо периода (1600–1868), а сам назив потиче од јапанске фразе (оира но токоро но несан - おいらの所の姉さん), што у буквалном преводу значи моја старија сестра. На почетку, закон је ограничавао место бордела на озидани кварт или округ ван центра града. У великим градовима попут Кјотоа то је био Шимабара округ, у Осаки Шинмачи округ, а у Еду данашњем Токију, Јошивара. 
Куртизане нису рангиране по класном принципу, утврђеним рођењем; већ по лепоти, вештини, образовању и карактеру. Већина њих је било продавано у ове сврхе још одмалена, зарад побољшања тешке економске ситуације породице. 
Међу оиран, највишу позицију су имале тају (太夫), куртизане највишег ранга адекватне да задовоље чак и даимјоа. Користиле су једно старојапанско наречје којим су се служили још припадници елитних класа и интелектуалци. Током средине XVIII века, нестаје рангирање куртизана и тиме све стапају у један назив, оиран. 
Да би се стекло звање оиран, девојка би била спроведена кроз низ обука како би постигла задовољавајући ниво умећа забављања. То је укључивало познавање церемоније чаја или чадо (茶道), вештине аранжирања цвећа икебана (生け花) или кадо (花道) и калиграфије.
Појавом гејша, које су практиковале отворенији и приступачнији вид забављања просечног посетиоца, завршава се ера оиран. Неке жене које и даље практикују вештине оиран, то чине искључиво ради одржавања културног наследства, елиминишући све везе са некадашњим еротским аспектима такве професије. 